# IC 152
IC 152 — галактика типу P (особлива галактика) у сузір'ї Риби.
Цей об'єкт міститься в оригінальній редакції індексного каталогу.